# SCP Worldwide
Sports Capital Partner Worldwide (SCP Worldwide) är ett amerikanskt företag som startades i september 2001 av den amerikanska affärsmannen David W. Checketts och har sitt huvudkontor i New York i New York.
Företaget specialiserar sig inom sport, massmedia och underhållning.

## Sportklubbar

### Nuvarande

#### St. Louis Blues
I 2006 så köpte SCP Worldwide det amerikanska ishockeylaget St. Louis Blues och övertagande av leasen av Scottrade Center för 150 miljoner dollar av Bill och Nancy Laurie. SCP fick hjälp med finansierande av TowerBrook Capital Partners L.P. och Blue Ice Acquisitions, LLC och därmed skapade man holdingbolaget Sports Capital Holdings.

##### Peoria Rivermen
3 juli 2008 meddelades det att SCP köpte St. Louis Blues farmarlag Peoria Rivermen i AHL för enligt rapporter $3,5 miljoner.
Den 10 maj 2012 så blev det klart att SCP Worldwide har sålt av tillgångarna St. Louis Blues, farmarlaget Peoria Rivermen, den dagliga skötseln av arenan Scottrade Center samt en majoritetspost i Peabody Opera House till det lokala konsortiet SLB Acquisition Holdings, LLC som leds av Thomas H. Stillman. Köpeskillingen rapporterades ligga på $ 130 miljoner.

#### Real Salt Lake
2005 så gav MLS rättigheterna till SCP Worldwide att starta ett expansionslag i Salt Lake City i Utah. Laget fick namnet Real Salt Lake och anslöt sig till MLS året efter. Den 13 november 2009 så rapporterade lokala nyhetsmedier att SCP Worldwide kommer att sälja 49% av Real Salt Lake till Wasatch Property Management, Inc.

### Framtida

#### St. Louis Rams
Det har rapporteras sen sommaren 2009 att SCP Worldwide är intresserade av att köpa St. Louis Rams i NFL. Den 6 oktober 2009 meddelade den konservativa radioprataren Rush Limbaugh att han och SCP Worldwide är med i budet som har lagts på Rams. Han ville dock inte avslöja vilka fler som var med. Den amerikanska ekonomiskriften Forbes värderar Rams till $ 929 miljoner.

## Tillgångar
- Sport
  - Real Salt Lake - (MLS)
    - Rio Tinto Stadium

  - Real Madrid - Äger de nordamerikanska rättigheterna att bland annat marknadsföra Real Madrid. Även Real Salt Lake och Real Madrid har ett nära samarbete med varandra.
- Media
  - KALL700 Sports Radio
  - RotoHog.com
  - Running Subway Productions
  - Tupelo-Honey Productions
- Underhållning
  - Peabody Opera House - Minoritetsägare